# Alfredo Carricaberry
Alfredo Carricaberry, född 8 oktober 1900 i Colón, död 23 september 1942 i Buenos Aires, var en argentinsk fotbollsspelare.
Han blev olympisk silvermedaljör i fotboll vid sommarspelen 1928 i Amsterdam.